# Oculina virgosa
Oculina virgosa är en korallart som beskrevs av Squires 1958. Oculina virgosa ingår i släktet Oculina och familjen Oculinidae. Inga underarter finns listade i Catalogue of Life.